# Gold (album de Status Quo)
Pour les articles homonymes, voir Gold.
Albums de Status Quo
Famous in the Last Century Heavy Traffic
Compilations de Status Quo
XS All Aeras - The Greatest Hits
(2004) Pictures - 40 Years of Hits
(2008)
Gold est le titre d'une compilation du groupe de boogie-hard rock britannique Status Quo.

## Liste des chansons de l'album
1. In the Army Now - 3:52
2. Whatever You Want - 4:01
3. Rockin'All Over The World - 3:29
4. Down Down - 3:45
5. Anniversary Waltz (Part 1) Medley (Medley de reprises diverses) - 5:30
6. Waht You're Proposin' - 3:50
7. Rollin'Home - 3:58
8. The Wanderer - 3:28
9. Rock'n'Roll - 4:06
10. Dear John - 3:11
11. Ol'Rag Blues - 2:51
12. Marguerita Time - 3:29
13. Burnin'Bridges - 3:51
14. Roll Over Lay Down - 5:41
15. Rain - 4:33
16. Wild Side Of Life - 3:15
17. Break The Rules - 3:38
18. Caroline - 3:40
19. Paper Plane - 2:55
20. Ice In The Sun - 2:00
21. Pictures Of Matchstick Men - 3:07